# 克娄巴特拉撞击坑
克娄巴特拉（英語：Cleopatra）是金星上的一个撞击坑。
克娄巴特拉是一个双环的撞击盆地，直径100公里（62英里），深度2.5公里（1.6英里）。一条陡峭、弯曲、宽约数公里的通道，穿过该撞击坑边缘的粗糙地形，大量源自克娄巴特拉撞击坑的岩浆循着该通道，漫入福耳图娜镶嵌地块中的沟谷。克娄巴特拉撞击坑是叠加在馬克士威山脈结构上的，并显示似乎从未发生过变形，这表明克娄巴特拉撞击坑相对较为年轻的。